# Route nationale 85a
La route nationale 85a, ou RN 85a, était une route nationale française reliant la route nationale 85 à la Chapelle-en-Valgaudémar. À la suite de la réforme de 1972, elle est devenue la route départementale 985a des Hautes-Alpes.

## Ancien tracé
- km 0, RN 85 (pont sur la Séveraisse, rive droite)
- km 1, Saint-Firmin (chef-lieu)
- km 8, Saint-Maurice-en-Valgodemard (chef-lieu)
- km 9,5, le Roux
- km 11, la Loubière
- km 13, Villar-Loubière
- km 15,5, les Andrieux
- km 18, La Chapelle-en-Valgaudémar (chef-lieu)

La route prolongeant la D 985a au-delà de la Chapelle en direction du Gioberney est numérotée D 480. Au-delà de l'embranchement du Bourg, elle est fermée en hiver (D 480T).